# Gary Scott Thompson

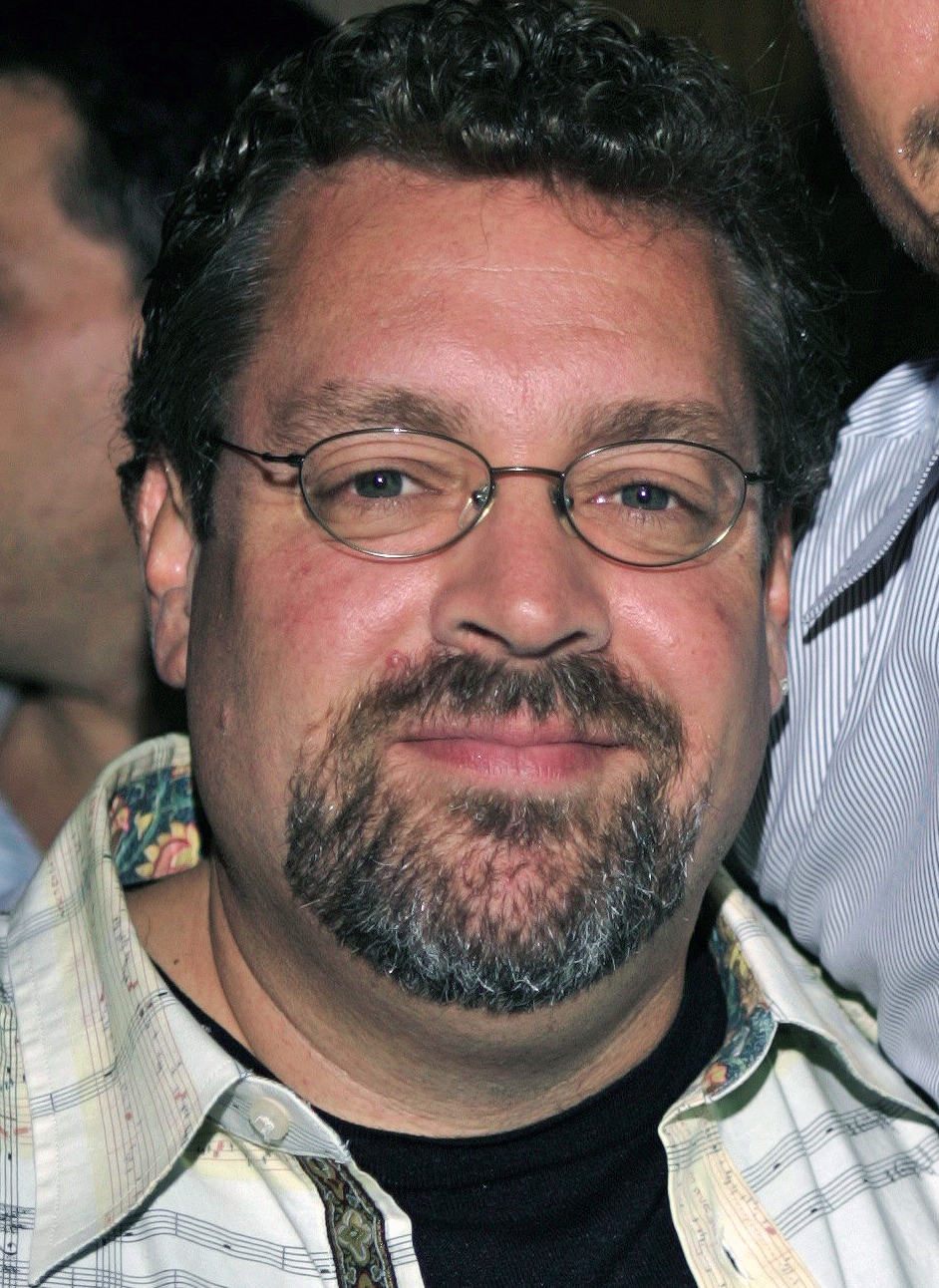
Gary Scott Thompson (2004)

Gary Scott Thompson (* 7. Oktober 1959 in Pago Pago auf der Insel Tutuila) ist ein US-amerikanischer Drehbuchautor sowie Film- und Fernsehproduzent.

## Leben
Die Kindheit erlebte Thompson in Amerikanisch-Samoa. Er absolvierte den Abschluss eines Master of Fine Arts an der New York University. Danach war er als Stücke- und Drehbuchschreiber für das Theater aktiv. So schrieb er die Stücke Small Town Syndrome, Cowboys Don't Cry und Private Hells.
Für den Film The Fast and the Furious schrieb er das Drehbuch und für die TV-Serie Las Vegas fungierte er als Produzent. Thompson lebt derzeit in Los Angeles.

## Filmografie
- 1987: Nachtakademie
- 1988: White Ghost
- 1992: Split Second
- 1999: Mein Partner mit der kalten Schnauze 2
- 2000: Hollow Man – Unsichtbare Gefahr
- 2001: The Fast and the Furious
- 2002: Mein Partner mit der kalten Schnauze 3
- 2003: Timecop 2 – Entscheidung in Berlin
- 2003: 2 Fast 2 Furious
- 2006: Hollow Man 2
- 2007: 88 Minuten (88 Minutes)

Zuletzt trat er häufiger als ausführender Produzent bei folgenden Fernsehserien auf:
- 2003–2008: Las Vegas
- 2008–2009: Knight Rider